# Howard Cosell
Howard Cosell, ursprungligen Howard William Cohen, född 25 mars 1918 i Winston-Salem i North Carolina, död 23 april 1995 i New York i New York, var en amerikansk sportjournalist.
Cosell började sin karriär som jurist, men blev så småningom känd genom sina referat av boxningsmatcher, och blev 1970 kommentator i det i USA mycket populära ABC-programmet 'Monday Night Football', vilket visade TV-sända matcher av amerikansk fotboll (NFL). Han fortsatte med rapporteringen av fotboll, ofta i sällskap med de tidigare spelarna Frank Gifford och Don Meredith, fram till säsongen 1983, då han tröttnat på korruptionen, dopningen och drogskandalerna inom sporten och slutade. Året före avsade sig Cosell även uppdraget att kommentera boxning efter att ha bevittnat en synnerligen ensidig titelmatch i tungvikt mellan Larry Holmes och Randall "Tex" Cobb, där Cobb under 15 ronder var helt underlägsen och fick ta emot en ofantlig mängd slag. Cosell är också känd för sin vänskap med Muhammad Ali, vars vägran att inställa sig till krigsmaktens förfogande under Vietnamkriget försvarades av Cosell.
Howard Cosell författade fem böcker under sin karriär: Great Moments In Sports, Cosell On Cosell, Like It Is, I Never Played The Game samt What's Wrong With Sports, böcker där han huvudsakligen speglar den svarta baksidan av idrotten, och han var trots bojkottandet av boxning och fotboll fortsatt aktiv inom sportradio och TV in på det tidiga 1990-talet. Under hela sin karriär drog sig Cosell aldrig för att säga sin mening ('Tell It Like It Is'), och han var en pionjär som sportjournalist i att utvärdera idrotten på ett kritiskt och djuplodande sätt. Cosell höll även föredrag om sport, och satt med i flera kommissioner i fråga om utredningar och rådgivning i olika idrottsärenden.